# Monomotapa
Monomotapa o Mwene Mutapa (Mwenemutapa) fou el nom donat pels portuguesos al regne creat al sud del riu Zambesi, anomenat generalment Mutapa.

## Significat del nom
La paraula "monomotapa " és d'origen bantu. La seva interpretació és variada: el pare J. Torrend ("Comparative Grammar of the South African Bantu Languages") diu que voldria dir "Senyor dels elefants d'aigua", i remarca que els hipopòtams són encara un animal sagrat entre el poble dels karanga. Una altra versió diu que Mutapa vol dir "Terres conquerides" i mwene és el nom bantu per "senyor". Un altre variant del nom apareix com munhu mu tapa o Manhumutapa, que va oiriginar el portugues Monomotapa.
Hi ha una altra interpretació.